# Synanthedon tipuliformis
Synanthedon tipuliformis là một loài bướm đêm thuộc họ Sesiidae. Đây là loài đặc hữu của miền Cổ bắc, nhưng là một loài xâm lăng ở miền Tân bắc và miền Australasia ecozone.

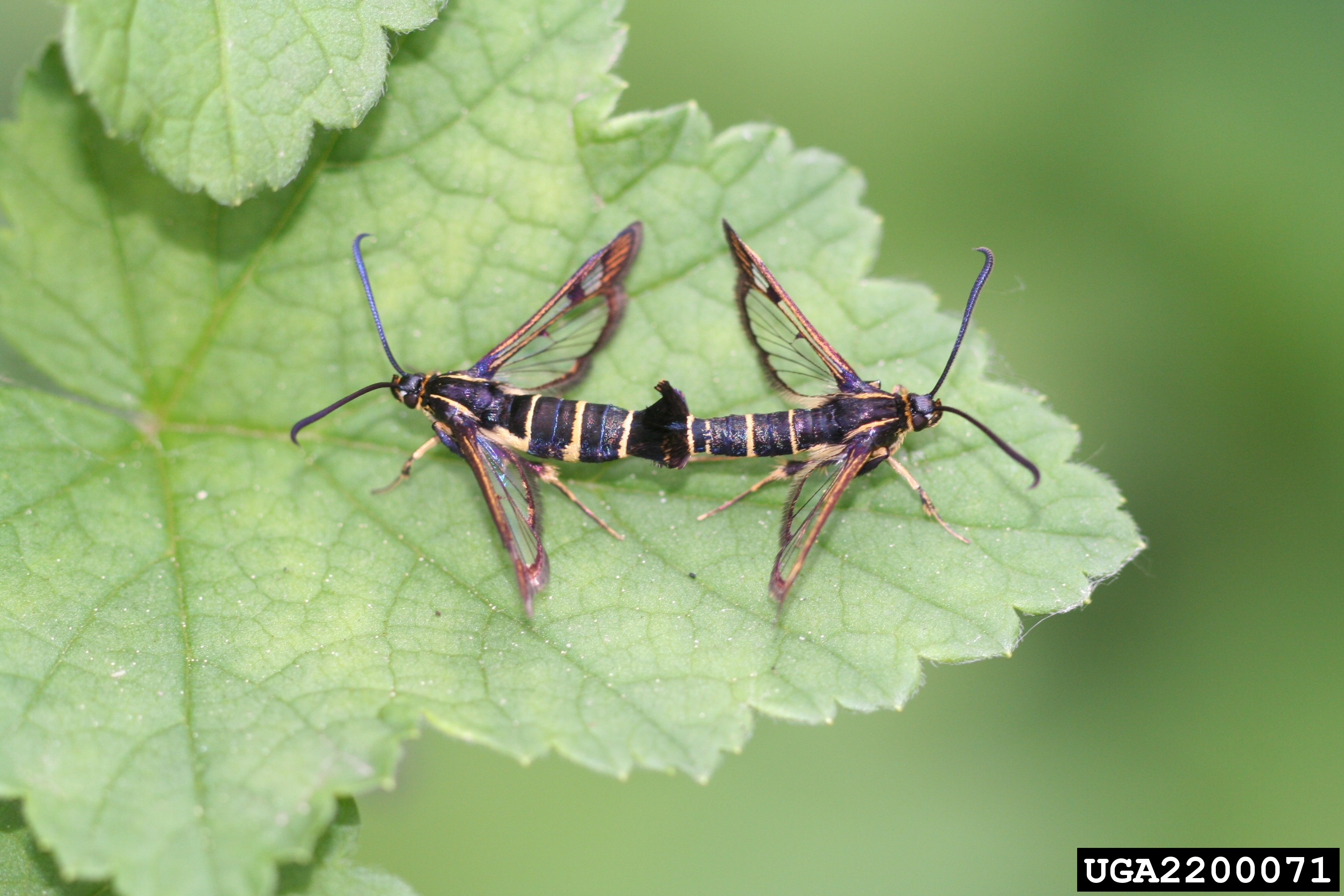
Giao phối

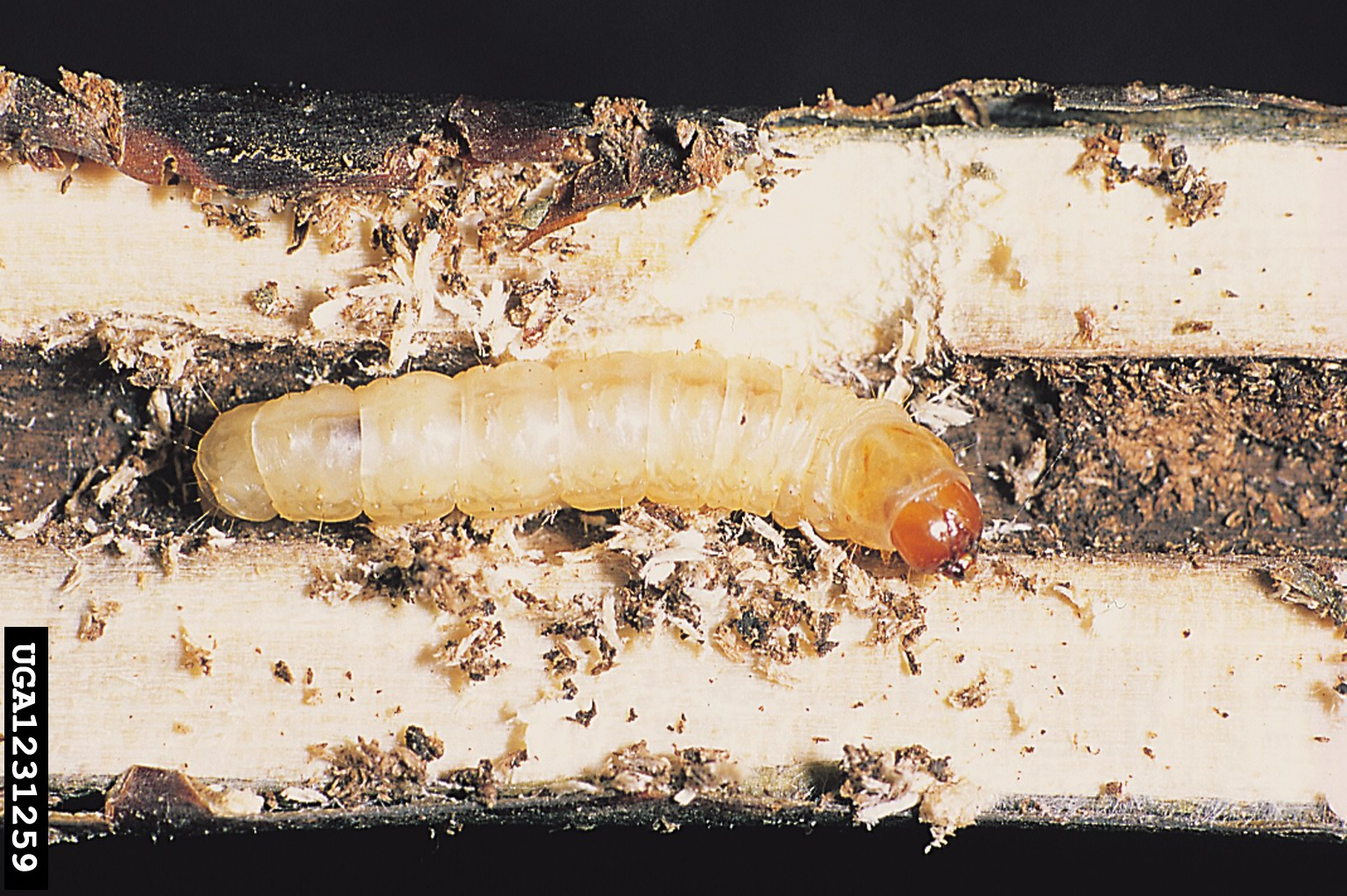
Sâu bướm

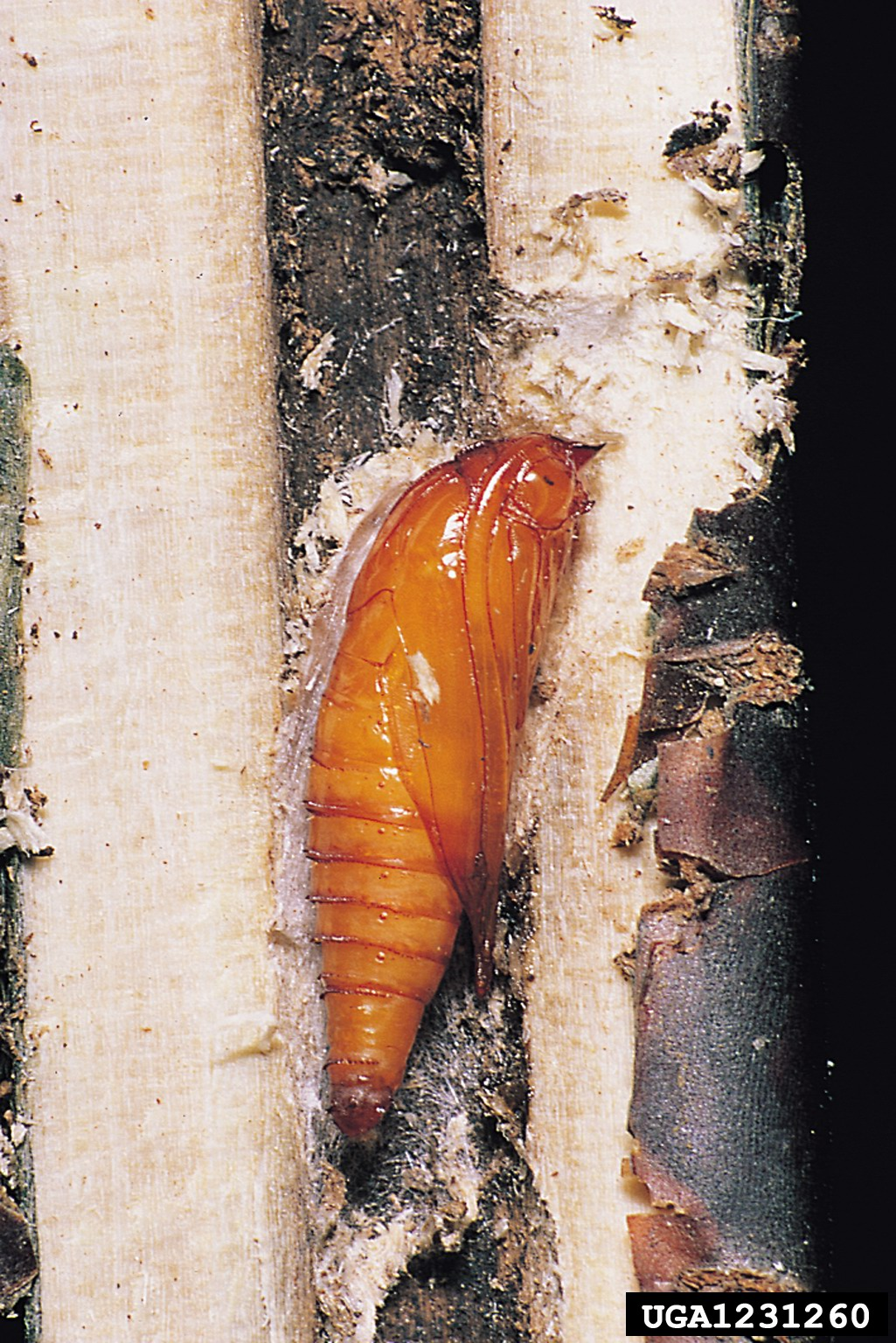
Nhộng

Sải cánh dài 17–20 milimét (0,67–0,79 in). Con bướm bay từ tháng 4 đến tháng 7 phụ thuộc vào địa điểm.
Ấu trùng ăn các loài Ribes, bao gồm Ribes nigrum, Ribes rubrum và Ribes uva-crispa. Chúng đục thân cây để ăn.

## Hình ảnh

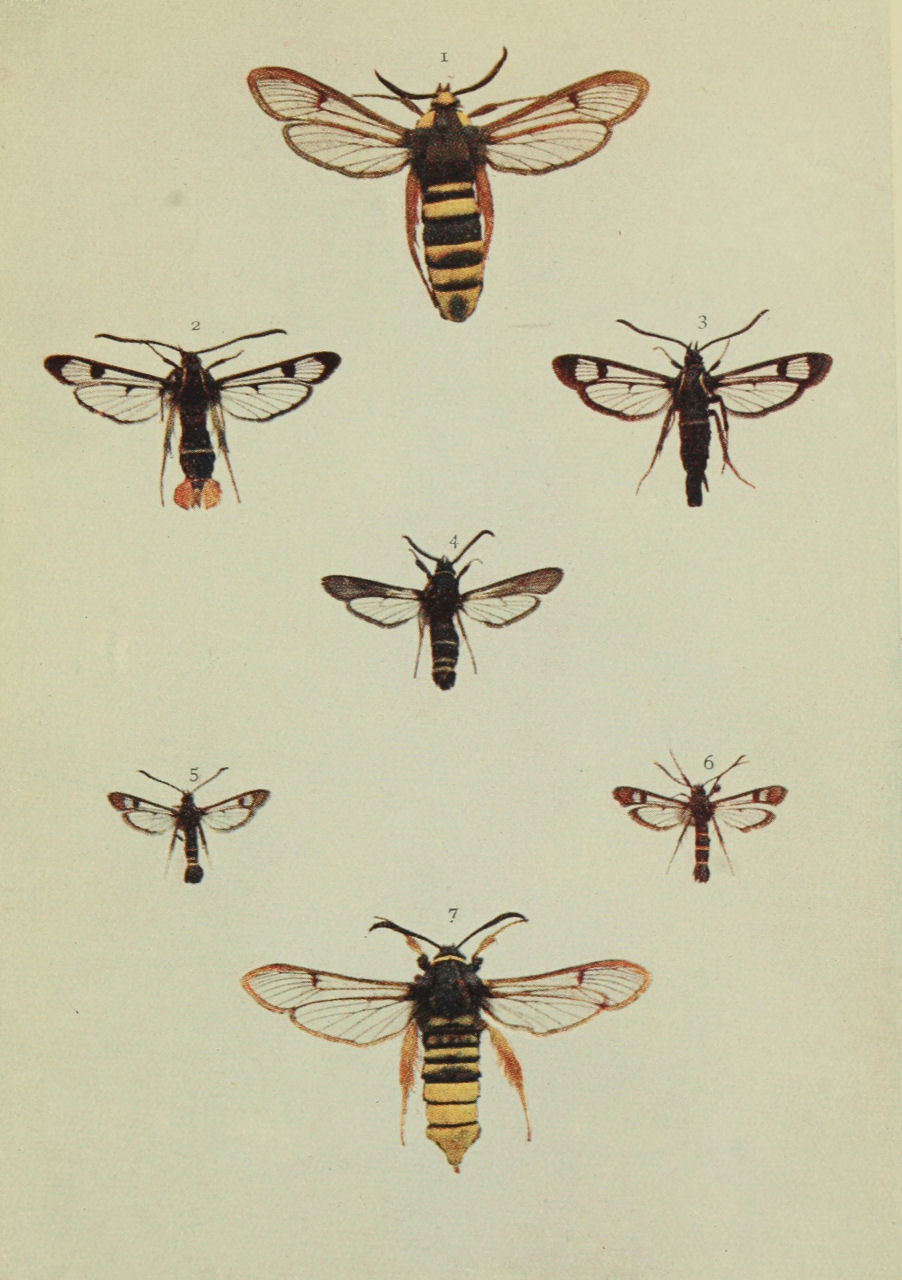
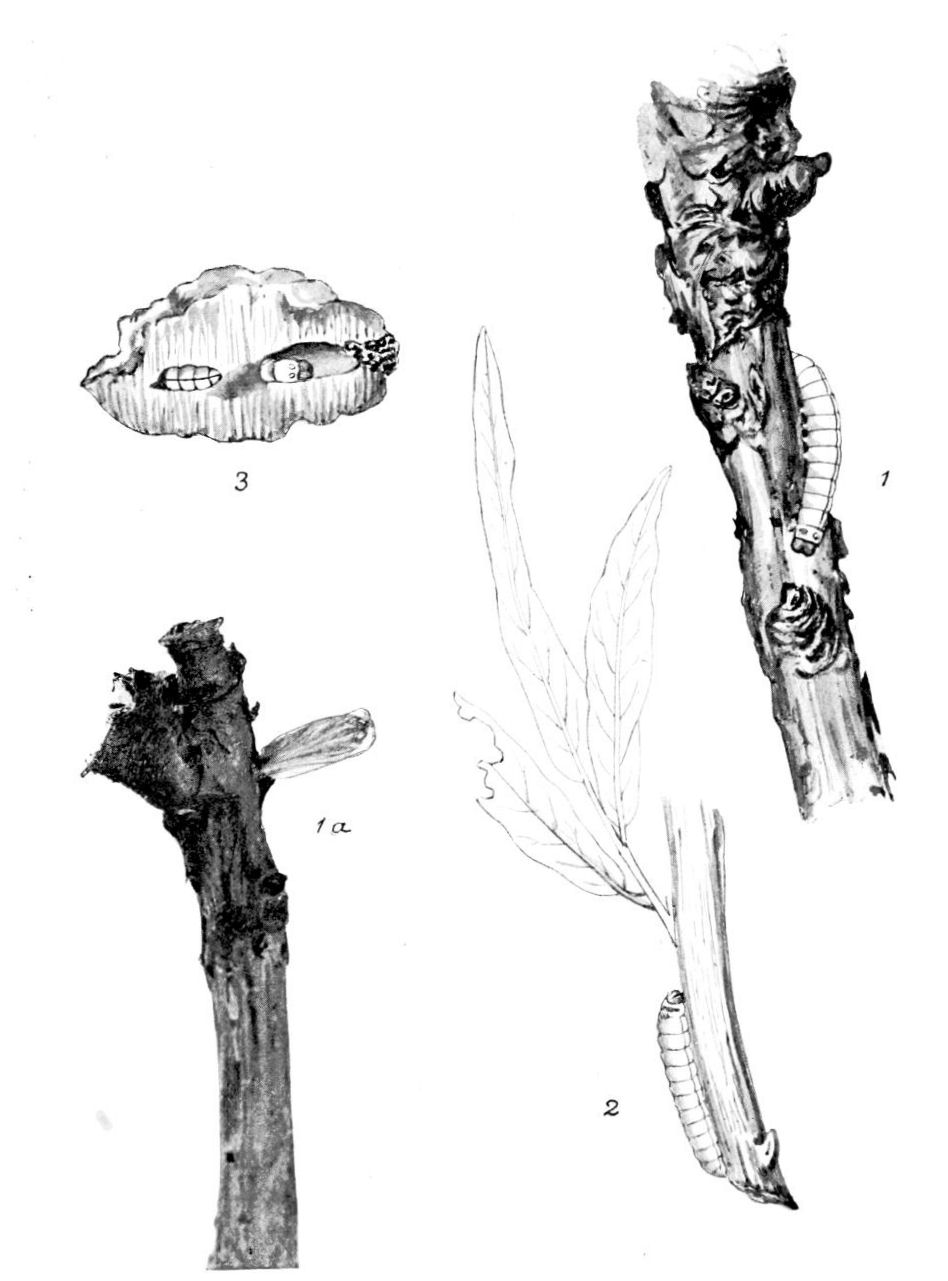
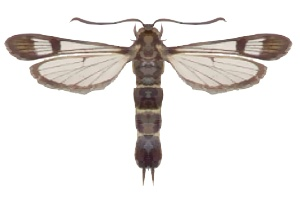
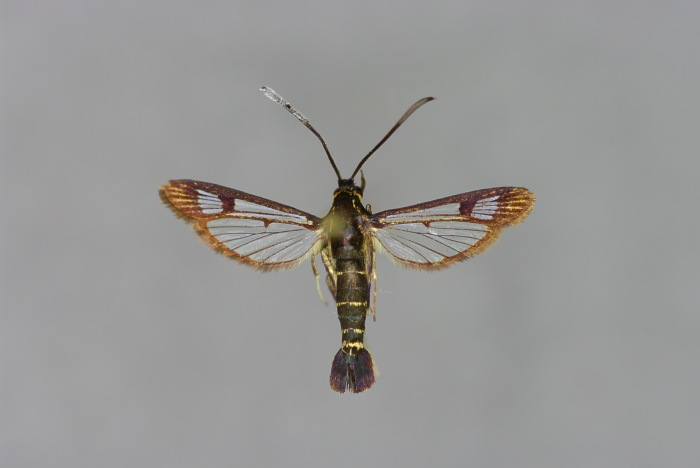